# Glicina reductasa
La glicina reductasa (EC 1.21.4.2) es una enzima que cataliza la siguiente reacción química:
Por lo tanto los cuatro sustratos de esta enzima son el acetil fosfato, amoníaco, tiorredoxina disulfuro, y agua; mientras que sus tres productos son glicina, fosfato y tiorredoxina.

## Clasificación
Esta enzima pertenece a la familia de las oxidorreductasas, más específicamente, a aquellas que actúan sobre compuestos del tipo X-H e Y-H para formar un compuesto X-Y utilizando un disulfuro como aceptor de electrones.

## Nomenclatura
El nombre sistemático de esta clase de enzimas es acetil-fosfato amoníaco:tiorredoxina disulfuro oxidorreductasa (formadora de glicina).